# Orro (Nauru)
Orro è la più importante città del distretto nauruano di Aiwo. Ha una popolazione inferiore ai 500 abitanti su una superficie di 1 km².
È presente il Quartier Generale NPC e il Cinematografo di Nauru.
Il viale più noto è il Aiue Boulevard.